# Pàixkovo (Tula)
|  | Per a altres significats, vegeu «Pàixkovo». |

Pàixkovo (en rus: Пашково) és un poble de l'óblast de Tula, a Rússia, segons el cens del 2010 tenia 362 habitants.